# Protesilaus aguiari
Espèce
Protesilaus aguiari est une espèce d'insectes lépidoptères (papillons) de la famille des Papilionidae, de la sous-famille des Papilioninae et du genre Protesilaus.

## Systématique
Protesilaus aguiari a été décrit par Romualdo Ferreira d'Almeida (d) en 1937 sous le nom de Iphiclides aguiari.
Synonymes : Eurytides aguiari ; Papilio aristosilaus Zikán, 1937.

## Description
Protesilaus aguiari est, comme tous les Protesilaus, un papillon blanc orné de fines lignes marron, aux ailes antérieures le long du bord externe et six partant du bord costal, plus ou moins courtes sauf la plus proche de l'apex qui rejoint l'angle interne, aux ailes postérieures trois partant du bord costal et allant jusqu'à l'angle interne et caractérisé sur chaque aile postérieure sa très grande queue et une lunule rouge en position anale.

## Écologie et distribution
Protesilaus aguiari est présent au Brésil.

### Protection
Pas de statut de protection particulier.